# William Gilmore
William Gilmore   (Chesterbrook, 16 de febrer de 1895 - Filadèlfia, 5 de desembre de 1969) va ser un remer estatunidenc que va competir en els anys posteriors a la Primera Guerra Mundial.
El 1924 va prendre part en els Jocs Olímpics de París, on guanyà la medalla de plata en la competició de scull individual del programa de rem. Vuit anys més tard, als Jocs de Los Angeles, guanyà la medalla d'or en la competició de doble scull, formant parella amb Kenneth Myers.